# Ljudmila Stefanowna Petruschewskaja

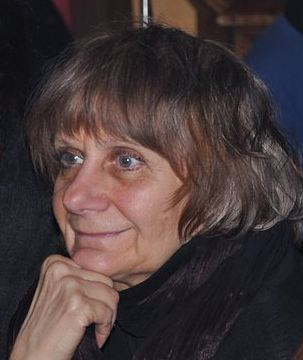
Ljudmila Stefanowna Petruschewskaja (2009)

Ljudmila Stefanowna Petruschewskaja (russisch Людмила Стефановна Петрушевская; * 26. Mai 1938 in Moskau) ist eine russische Schriftstellerin, Dramatikerin, Drehbuchautorin sowie Journalistin und Chansonnière.
Petruschewskaja ist eine der renommiertesten Autorinnen Russlands. Sie verbindet postmoderne Trends mit psychologischen Erkenntnissen und parodistischen Anspielungen auf Schriftsteller wie Anton Tschechow. Petruschewskaja arbeitet mit metafiktionalen Kommentaren, die offenlegen, dass der erzählerische Ereignisverlauf (Plot) einer Geschichte konstruiert worden ist. Damit wird in postmodernen Werken das illusionistische Element traditioneller realistischer Romane untergraben.

## Biografie
Die Autorin wurde als Tochter sowjetischer Intellektueller geboren. Die Familie wohnte privilegiert im Moskauer Hotel Metropol, wo die Erzählerin ihre frühe Kindheit verbrachte. Während der Zeit des stalinschen Terrors galten ihre Eltern als Volksfeinde. Das heranwachsende Mädchen kam zunächst in ein Waisenhaus bei Ufa. Nach dem Krieg kehrte sie nach Moskau zurück, wo sie 1961 ihr Studium an der Journalistischen Fakultät der Lomonossow-Universität abschloss. Ihre Ehe mit einem Schauspieler wurde bald geschieden. Ihr zweiter Ehemann war der Physiker Yevgeny Kharatyan, den sie "Zhenya" nannte; er starb 1971. Sie arbeitete beim sowjetischen Rundfunk und Fernsehen, bei verschiedenen Zeitungen sowie als Außengutachterin der Literaturzeitschrift Nowy Mir. 1998 fungierte sie als Jurymitglied beim 3. Russischen Trickfilmfestival. Ljudmila Petruschewskaja lebt in Vilnius. Sie gab den Russischen Staatspreis zurück, den Wladimir Putin ihr im Jahr 2002 verliehen hatte.

## Schaffen
Mit dem Schreiben begann Petruschewskaja 1968. Als eine der ersten Erzählungen veröffentlichte sie 1973 „Skripka“ („Die Geige“). Zwischen 1974 und 1982 wurde über sie ein Publikationsverbot verhängt. Neben „Skripka“ gehören „Die Erzählerin“, „Netze und Fallen“ und „Die Aussichtsplattform“ (1974, erschienen 1982) zu den bekanntesten frühen Erzählungen. In den späten 80er Jahren erschien unter anderem die kurze Erzählung „Die liebe Dame“ (1987), in denen Petruschewskaja mit metafiktionalen Kommentaren arbeitet.
Als Dramatikerin ist Ljudmila Petruschewskaja weithin bekannt geworden, zunächst in der Sowjetunion. Sie wurde Mitglied der Werkstatt des Dramatikers Alexej Arbusow, dich könnten viele ihrer Stücke nur auf Laienbühnen aufgeführt werden. Auf das Theaterstück Musikstunden folgten Cinzano (1973), Liebe (1974; 1986 Premiere Moskau), Zwei Fensterchen (1975), Kommen Sie in die Küche (1978), Drei Mädchen in Blau (1980). Zu ihren Œuvre gehören auch Kindermärchen, Drehbücher sowie für einen Trickfilm nach Gogols Der Mantel. 
Für den bedeutendsten russischen Trickfilm, „Skaska skasok“ „(Märchen der Märchen)“ (1979), zu dessen Auszeichnungen „Großer Preis“ (World Festival of Animated Films, Zagreb 1980) und „Bester Animationsfilm aller Zeiten“ (Los Angeles 1984) gehören, verfasste Petruschewskaja das Drehbuch, zusammen mit dem Animateur und Regisseur Juri Norstein. Skaska skasok, 29 Minuten lang und mit Musik von Michail Mejerowitsch, J. S. Bach und W. A. Mozart, war 2009 bei der Berlinale zu sehen, in der Sonderreihe „Winter adé – Filmische Vorboten der Wende.“
Petruschewskajas Stücke sind auf den Bühnen der ganzen Welt aufgeführt worden und ihre Erzählungen sind in mehr als 30 Sprachen erschienen. Die fünfbändige Ausgabe ihrer Texte, die 1996 in der Ukraine und in Russland publiziert wurde, enthielt zum Teil unveröffentlichte Erzählungen. Das Spektrum der literarischen Formen umfasst Povest', Märchen für Erwachsene, phantastische Erzählungen sowie „Monologi“ (Monologe).

## Rezeption
Seit Beginn der Perestroika wird Petruschewskaja als einer der internationalen Stars der russischen Gegenwartsliteratur angesehen.

## Preise
- Puschkinpreis 1991 der Alfred Toepfer Stiftung
- Russischer Staatspreis für Künste, 2002
- Stanislawskipreis 2005
- Triumph-Preis 2006
- World Fantasy Award 2010

## Werke
- Sobranie sočinenij, Folio [u. a.], Char'kov 1996
  - 1. Proza, ISBN 5-7150-0315-6, ISBN 5-88196-797-6
  - 2. Iz pjati knig ISBN 5-7150-0316-4, ISBN 5-88196-798-4
  - 3. P'esy : p'esy v dvuch aktach ISBN 5-7150-0317-2, ISBN 5-88196-799-2
  - 4. Kniga priključenij : skazki dlja detej i vzroslych ISBN 5-7150-0318-0, ISBN 5-88196-800-X
  - 5. Dikie životnye skazki : pervyj otečestvennyj roman s prodolženiem, ISBN 5-7150-0319-9, ISBN 5-88196-801-8

### Erzählungen
- Rasskazy: Skripka; Manja, in Družba narodov, Nr. 10, 1973, S. 93–98.
- Seti i lovuški, in Avrora, Nr. 4, 1974, S. 16–18.
- Ljubov’: odnoaktnaja p’esa, in Teatr, Nr. 3, 1979, S. 45–52.
- Mumija apel’sina, in Literaturnaja Gazeta, Nr. 5, 3/2/1982, S. 13.
- Cerez polja, in Avrora, Nr. 5, 1983, S. 113–114.
- Gus’, in Literaturnaja Gazeta, Nr. 10, 9/3/1983, S. 7.
- Tri rasskaza: Djadja Griša; Temnaja sud’ba; Elegija, in Neva, Nr. 7, 1987, S. 85–91.
- Tri rasskaza: Junost’; Udar groma; Milaja dama, in Avrora, Nr. 2, 1987, S. 87–94.
- Ali-Baba, in Avrora, Nr. 9, 1988, S. 142–146.
- Bessmertnaja Ljubov’: rasskazy, Moskva, Moskovskij rabocij, 1988.
- Pesni XX veka: pes’y, Moskva, Sojuz teatral’nych dejatelej, 1988.
- Svoj krug, in Novyj mir, Nr. 1, 1988, S. 116–130.
- Izolirovannyj boks, in Novyj mir, Nr. 12, 1988, S. 116–120.
- Takaja devocka, in Ogonek, Nr. 40, 1988, S. 9–11.
- Novye Robinzony: Chronika konca 20 veka, in Novyj mir, Nr. 8, 1989, S. 166–172.
- Tri devuški v golubom, Moskva, Izdatel’stvo Isskustvo, 1989.
- Skazki dlja vzroslych, in Nedelja, Nr. 29, 1989, S. 22–23.
- Girljanda pticek, in Literaturnaja Gazeta, Nr. 2, 10/1/1990, S. 16.
- Pesni Vostocnych slavjan: Slucaj v Sokol’nikach; Materinskij privet; Novyj rajon; Ruka; Žena; V malen’kom dome; Mest’, in Novyj mir, Nr. 8, 1990, S. 7–18.
- Plat’e; Svetlana; Svoboda, in Rodina, Nr. 1, 1990, S. 87–91.
- Poezija v žizni; Gigiena; Bednoe serdce pani, in Ogonek, Nr. 28, 1990, S. 26–29.
- Dva carstva; Luny, in Literaturnaja Gazeta, Nr. 16, 18/4/1990, S. 6.
- Po doroge boga Erosa, in Literaturnaja Gazeta, Nr. 26, 3/7/1991, S. 12.
- Vremja noc, in Novyj mir, Nr. 2, 1992, S. 65–110.
- Tajna doma: Povesti i rasskazy, Moskva, Kvdrat, 1995.
- Dom devušek: Povesti i rasskazy, Moskva, Vagrius, 1998.[8]

#### Deutschsprachige Ausgaben
- Musikstunden. Erzählungen. Drama. Aus dem Russischen von Renate Landa. (Die Aussichtsplattform. Netze und Fallen. Musikstunden). Volk und Welt, Berlin 1985. ISBN 3-7643-6010-0
- Unsterbliche Liebe. Erzählungen. Aus dem Russischen von Antje Leetz und Renate Landa. (Das Land. Wie bei der Jungfrau Maria. Die Erzählerin. Die Geige. Elegie. Die Grippe. Die liebe Dame. Ali-Baba. Xenias Tochter. Das Boheme-Mädchen.  Der Ball des elendsten aller Menschen. Unsterbliche Liebe. Das arme Herz von Tante Panja. Ein tolles Mädchen. Über die Felder. Netze und Fallen. Wer übernimmt die Verantwortung. Onkel Grischa. Worte. Mein Kreis. Der Mantel). Volk und Welt, Berlin 1990. ISBN 978-3-353-00748-3
- Meine Zeit ist die Nacht. Aufzeichnungen auf der Tischkante. Aus dem Russischen von Antje Leetz. Rowohlt, Berlin 1991. ISBN 3-87134-021-9 (russisch Время ночь / Wremja notsch).
- Die neuen Abenteuer der Schönen Helena. Märchen für Erwachsene. Aus dem Russischen von Antje Leetz. Berlin Verlag, Berlin 1998. ISBN 3-8270-0254-0
- Der schwarze Mantel. Erzählungen. Ausgewählt und aus dem Russischen übertragen von Antje Leetz. Berliner Taschenbuch Verlag Berlin. 1999, ISBN 3-442-76031-3
- Sie begegneten sich, wie das so vorkommt, beim Schlangestehen in der Bierbar: russische Liebesgeschichten. Aus dem Russischen von Antje Leetz. Bloomsbury Taschenbuch, Berlin 2012. ISBN 978-3-8333-0840-6
- Das Mädchen aus dem Hotel Metropol. Roman einer Kindheit. Mit einem Nachwort von Olga Martynova. Aus dem Russ. von Antje Leetz.  Frankfurt am Main: Schöffling 2019. ISBN 978-3-89561-668-6

#### Englischsprachige Ausgaben (Auswahl)
- Cinzano : eleven plays, translated and introduced by Stephen Mulrine, Nick Hern Books, London 1991, ISBN 9781854591067 (Enthält: Cinzano, Smirnova's birthday, Music lessons, Three girls in blue, The stairwell, Love, Nets and snares, The dark room, The execution, The meeting, A glass of water, Isolation box)
- There once lived a girl who seduced her sister's husband, and he hanged himself. Love stories, translated by Anna Summers, Penguin, London 2013 Rezension
- There Once Lived A Mother Who Loved Her Children, Until They Moved Back In, translated by Anna Summers, Penguin, London 2014 Rezension